# Vavaʻu (distrito)
O Distrito de Vava'u é uma distrito de Tonga que consiste na união de sete ilhas. O distrito é sediado na ilha de Vava'u. É composto pelas seguintes ilhas: 
- Hahake
- Hihifo
- Leimatu'a
- Motu
- Neiafu
- Pangaimotu
- Vava'u